# Ken il guerriero - La leggenda
Ken il guerriero - La leggenda  (真救世主伝説 北斗の拳?, Shin kyūseishū densetsu Hokuto no Ken, lett. "La leggenda del vero salvatore: Pugno della Stella Polare") è una serie di cinque film anime facenti parte del franchise di Ken il guerriero (del quale costituisce un reboot animato). Le pellicole sono state trasmesse al cinema o commercializzate per l'home video dal 2006 al 2008. La serie, ambientata in una continuity alternativa al manga e all'anime, ripercorre gli eventi del manga originale di Buronson e Tetsuo Hara fino alla sconfitta di Raoul, ma amplia la vicenda aggiungendo altri punti di vista e avvenimenti inediti.

## Film
| Film | Titolo                                            | Prima edizione Giappone | Prima edizione Italia |
| ---- | ------------------------------------------------- | ----------------------- | --------------------- |
| 1    | Ken il guerriero - La leggenda di Hokuto          | 11 marzo 2006           | 4 luglio 2008         |
| 2    | Ken il guerriero - La leggenda di Julia           | 23 febbraio 2007        | 30 ottobre 2008       |
| 3    | Ken il guerriero - La leggenda di Raoul           | 28 aprile 2007          | 12 giugno 2009        |
| 4    | Ken il guerriero - La leggenda di Toki            | 26 marzo 2008           | novembre 2009         |
| 5    | Ken il guerriero - La leggenda del vero salvatore | 11 ottobre 2008         | 15 luglio 2011        |

## Trama

### La leggenda di Hokuto
La leggenda di Raoul: martiri dell'amore (in Italia reso come La leggenda di Hokuto) è incentrato sullo scontro fra Kenshiro e il tirannico Souther (il cui nome deriva dalla stella ispiratrice di Nanto, la Croce del Sud, della cui scuola egli è il più forte membro), introduce i personaggi di Souga e Reina, fratello e sorella giunti dalla Terra degli Shura per combattere al fianco di Raoul, e mostra per la prima volta alcuni eventi avvenuti dietro le quinte dello scontro fra Ken e Souther. Il character design, lo stile dell'animazione e il doppiaggio del film sono notevolmente diversi da quelli ai quali erano abituati i fan del personaggio. La pellicola è stata distribuita anche nelle sale italiane.

### La leggenda di Julia
La leggenda di Julia narra la storia di Julia, dalla sua partenza da un paese straniero con il fratello Ryuga per il Giappone (dove incontrerà i quattro fratelli di Hokuto), passando per il rapimento da parte di Shin, la sua liberazione ad opera dei cinque Astri in Cerchio (è l'unico in cui compaiono insieme Rihaku, Fudo, Hyui e Shuren; Juza non appare in nessuna delle cinque pellicole), l'accettazione del ruolo di Ultimo Generale di Nanto, un incontro inedito con Rei (che Julia indirizza verso Kenshiro), fino allo scontro tra Kenshiro e Souther, a cui Julia assiste da lontano (nel film successivo Raoul ricorderà di averla vista, senza sapere ancora chi è). Qui compare per l'unica volta anche Jagger, mentre non appare Yuda.

### La leggenda di Raoul
La leggenda di Raoul - Parte II: il capitolo dello scontro senza fine (in Italia reso semplicemente come La leggenda di Raoul) mostra quasi tutta l'ultima parte della storia dal punto di vista di Raoul: la discesa in campo dei cinque Astri in Cerchio (mancano però Juza delle Nuvole e Hyui del Vento), il primo scontro con Kenshiro, il duello "perso" con Fudo della Montagna, la comprensione del segreto della Trasmigrazione dell'Anima e la battaglia finale conclusa con la sua morte. È presente anche Reina, che riceverà le ceneri di Raoul da riportare nella Terra degli Shura (da dove entrambi vengono) con la nave del pirata Orca Rossa. Tra i personaggi minori c'è il generale Barga, un personaggio presente anche nel manga originale, ma introdotto solo nella terza parte della storia (dopo la morte di Hyou e Kaiou).

### La leggenda di Toki
La leggenda di Toki mostra parte dell'infanzia di Toki, il secondo discepolo di Hokuto (compresi episodi dei flashback della storia originale) e ha come temi centrali il suo epico scontro col fratello maggiore Raoul e il suo rapporto col fratello minore Kenshiro; viene introdotto un nuovo personaggio, Sara, una ragazza che apprende da Toki i segreti per usare l'Hokuto Shinken a scopo medico; un personaggio analogo era presente nel romanzo da cui è stata tratta la trilogia che si svolge dopo il manga.

### La leggenda del vero salvatore
La leggenda di Kenshiro (in Italia reso come La leggenda del vero salvatore), è una sorta di episodio nº0: dopo una breve introduzione in cui Kenshiro e Julia viaggiano in groppa a Re Nero verso un luogo lontano, Kenshiro comincia a narrare al figlio che Julia porta in grembo la sua storia. Le vicende successive mostrano fatti accaduti durante l'anno trascorso tra il rapimento di Julia da parte di Shin e l'apparizione di Ken al villaggio di Lynn; le tragedie e i combattimenti forgeranno il giovane maestro di Hokuto nel guerriero mostrato dalle avventure originali; compaiono anche due esponenti di Nanto, il maestro di Shin e un compagno di addestramento che sta intraprendendo una campagna di conquista. Il film si chiude con il salvataggio di Lynn e la morte di Zed.

## Nuovi personaggi
Tobi (トビー?, Tobii)
è il cane di Julia, un bull terrier da lei trovato davanti alla porta del tempio di Hokuto al suo arrivo e che le sarà sempre fedele. Compare nel film La leggenda di Julia. Ryuken, dopo anni, nota che sembra sempre in forze, come se non invecchiasse mai. Durante la prigionia di Julia alla Croce del Sud da parte di Shin, la sua padrona gli affida una medaglietta con il simbolo dell'Orsa Maggiore, prima di lanciarsi nel vuoto. Alla città di Nanto, riconosce Dharma nascosto nella sua armatura e, alla fine del film, quando Kenshiro ha sconfitto Souther gli si avvicina portandogli la medaglietta dopodiché finalmente stanco corre via in un posto dove sceglierà di morire avendo esaurito il suo compito. Julia solo ora comprende che il cane è nato sotto la Stella della Fedeltà (忠義の星?, Chūgi no Hoshi).
Reina (レイナ?)
è la sorella minore di Souga e amica d'infanzia di Raoul e Toki. È nata nella Terra degli Shura. Fin da bambina è innamorata di Raoul, ma poiché il guerriero crescendo chiuderà il suo cuore a chiunque, e non essendovi apparentemente alcuna speranza per il suo amore, decide di restare al suo fianco come comandante delle sue truppe insieme a suo fratello Souga. Il suo affetto nei confronti di Raoul non viene meno neppure quando questi uccide Souga per punirlo di un attentato a suo danno. Nello scontro con il crudele imperatore Souther, Reina sa bene che è essenziale l'aiuto di Toki (che però Raoul non si abbasserebbe mai a chiedere) e decide pertanto di andare lei stessa a cercarlo. Trovato Toki e fatta la conoscenza di Lynn, Reina comincia a comprendere i propri errori e decide pertanto di schierarsi con i più deboli, anche contravvenendo agli ordini di Raoul. Questi, però, saputo da Toki che lei e Kenshiro avrebbero affrontato Souther, decide di correre in loro aiuto (anche se dice di farlo per un debito nei confronti di Shu, giustiziato dal sanguinario imperatore). Reina conduce le sue truppe contro quelle di Souther, ma, mentre difende un neonato, viene colpita da alcune frecce. In quel momento giunge Raoul a cui confessa di amarlo appena prima di spirare apparentemente tra le sue braccia. Furioso, Raoul scaglia tutta la sua rabbia sugli uomini di Souther, facendone strage. Reina si risveglia inaspettatamente, accudita da Toki e Lynn, che le rivelano che Raoul le ha salvato la vita e le ha chiesto di aspettarlo nella Terra degli Shura. Dopo la morte di Raoul, Reina riceve le sue ceneri e, conscia del fatto che Raoul ha trovato la pace, le getta in mare per allontanarsi poi a bordo della nave del pirata Orca Rossa, avendo concluso il suo cammino. Reina ricompare anche nella serie Raoh - Il conquistatore del cielo. È doppiata da Kō Shibasaki e in italiano da Sonia Mazza).
Souga (ソウガ?, Sōuga)
è il fratello maggiore di Reina ed è sin da bambino il migliore amico di Raoul, nativo anch'egli della Terra degli Shura. Ha sempre ammirato molto Raoul e si è prodigato negli anni per fornirgli il miglior aiuto possibile, diventando anche comandante delle truppe del Re di Hokuto. Leale anche nei confronti della sorella Reina, probabilmente si rende conto dell'amore che questa prova per Raoul augurandosi che anche il potente guerriero di Hokuto se ne accorga. Giunti a circondare la Croce del Sud, comunica a Raoul la notizia della morte di Julia chiedendogli quando attaccare, ma Raoul rifiuta di farlo, ritenendo più opportuno che sia Kenshiro a battere Shin per accrescere la fama di colui che verrà poi sconfitto dal Re di Hokuto. La grande amicizia e la stima che nutre per Raoul vacillano irrimediabilmente quando il sanguinario imperatore di Nanto Souther entra in conflitto con Raoul e quando questi fa sempre più uso della violenza e del terrore per garantire una fragilissima stabilità in un mondo straziato. Colpito da un male incurabile, non potendo più essere utile al suo amico, si sacrifica tentando di impedire che i generali di Raoul pensino di essere al sicuro ed inizino ad agire con inettitudine: perciò ordisce un falso attentato a suo danno, tempestivamente fermato da Reina, per spingere Raoul ad ucciderlo davanti ai generali e fargli capire che non sono al sicuro. Souga viene seppellito da Reina ma le lascia una lettera nella quale le spiega il motivo del suo gesto e si augura che i tre fratelli di Hokuto (Raoul, Toki e Kenshiro) si uniscano per dare una nuova luce alla loro era. Souga ricompare anche nella serie Raoh - Il conquistatore del cielo. È doppiato in giapponese da Unshō Ishizuka e Kōki Miyata (da ragazzo).
Giraku (ギラク?, Ghiraku)
è uno dei generali di Raoul. Non possiede grandi capacità in combattimento ed è più attento al suo aspetto fisico piuttosto che alla battaglia. Nell'OAV Ken il guerriero - La leggenda di Raoul cammina tra i cadaveri dopo la battaglia con l'esercito di Shuren delle Fiamme, seccato quando uno schizzo di sangue gli sporca uno stivale. Raoul gli affida il compito di scoprire l'identità dell'ultimo guerriero di Nanto e questi porta a termine la missione, volando sulla torre della città di Nanto con un paio di ali artificiali che usa per planare nell'aria. Utilizza lo stesso espediente per scappare via quando viene minacciato da Rihaku del Mare che vuole impedire che comunichi a Raoul che Julia è ancora viva. Quando Raoul si prepara ad affrontare Kenshiro nel duello finale, chiama a sé tutti i generali per offrire loro il compenso per averlo aiutato a conquistare il potere assoluto. Giraku crede che gli verrà affidato maggior potere e, quando Raoul gli chiede cosa desideri, egli risponde tutto ciò che il Re di Hokuto ritiene che egli meriti. Al che Raoul allora, consapevole del suo animo malvagio, decide di prendersi la sua vita, decapitandolo con uno schiaffo. È doppiato da Masanori Takeda.
Sara (サラ?)
è un'intima amica di Toki; anche lei è esperta nelle arti mediche e, accortasi della malattia terminale di Toki, decide di accompagnarlo nel suo viaggio per aiutarlo a curare chi ne ha bisogno. Sebbene lei tenti di dissuaderlo, assiste l'amico, dopo che questi stimola alcuni particolari punti di pressione per avere la forza necessaria per combattere contro Raoul (ma a costo di immani sofferenze); in seguito, accoglie raggiante Toki al suo ritorno. È doppiata da Aya Hirano e Debora Magnaghi.
Dharma (ダーマ?)
Ultimo generale di Nanto e predecessore di Julia, è stato anche il tutore di Julia e Ryuga quando erano bambini. Decise di portare la piccola Julia al dojo di Hokuto, nel tentativo di suscitare emozioni in lei e dando vita al profondo legame tra lei e Kenshiro.
Anni dopo, si riunì con Julia per cederle il ruolo di Ultimo Generale di Nanto , pochi istanti prima di morire di una malattia sconosciuta. Involontariamente sarà proprio lui a far ammalare Julia, poiché la ragazza contrarrà la sua stessa malattia indossando la sua armatura. E' basato su un personaggio senza nome apparso nel manga e che, come lui, fu tutore di Julia in età giovanile e il cui ruolo, nell'anime classico, fu ricoperto da Rihaku del Mare.
Jugai (ジュガイ?)
È un praticante della Scuola dell'Aquila Solitaria di Nanto che fu addestrato insieme a Shin dal loro ex maestro, Fugen. Viene detto che avesse la stessa capacità di combattimento di Shin.
Ha ceduto alla follia dopo che sua moglie e suo figlio furono uccisi dai banditi e ha formato un esercito per conquistare il mondo. Dopo aver invaso la città degli schiavi Gesso City, combatte contro Kenshiro ma viene sconfitto dopo un breve ma impegnativo scontro. Nei suoi ultimi momenti, Jugai ricompensa Kenshiro con il detonatore che Siska, il dittatore locale, usava per controllare la città, e giura di osservare il destino di Kenshiro dalle profondità dell'inferno.
Fugen (フウゲン?)
L'ex maestro di Shin e Jugai. Dopo che Shin gli succedette come successore, recise i tendini delle gambe di Fūgen, paralizzandolo. Diventa uno degli schiavi di Guruma e aiuta Kenshiro a riconoscere il suo destino di salvatore. Successivamente muore nell'esplosione di Gesso City.
Guruma (グルマ?)
È un mercante di schiavi che risiede a Gesso City. Prima della guerra nucleare era presidente di una società di software e Siska lavorava sotto di lui come caposezione. Dopo l'apocalisse, è costretto a rispondere dell'autorità di Siska, che nel frattempo ha preso il controllo di Gesso City e tiene in ostaggio il suo giovane figlio per costringerlo all'obbedienza.
Guruma cattura il Yaman e la sua famiglia come schiavi e porta con sé anche Kenshirō (ferito dopo essere stato sconfitto da Shin) quando vede che ha ucciso un intero branco di lupi. Cerca di commercializzare il ferito Kenshirō come "l'uccisore di lupi" e dà la sua vita per salvare Kenshirō durante l'invasione di Jugai, trovando una forma di redenzione. Implora Kenshiro di salvare suo figlio come pegno per avergli salvato la vita. Purtroppo per lui, il suo sacrificio si rivela inutile poiché suo figlio, come il resto degli abitanti di Gesso City, perirà nella distruzione della città.
Siska (シスカ?)
Il dispotico sovrano di Gesso City. Prima dell'olocausto nucleare era il capo sezione di una società di software gestita da Guruma e odia sentirsi ricordare la sua vita pre-olocausto, preferendo essere chiamato "Generale". Tiene molte persone innocenti come ostaggi nella sua prigione sotterranea per ricattare le loro famiglie e ridurle in schiavitù, incluso il giovane figlio di Guruma.
Ferito a morte da uno degli scagnozzi di Jugai, infiltratosi nella città per rubare i detonatori remoti che usava usando per controllare la città, Siska riesce a sopravvivere abbastanza a lungo da attivare un detonatore nascosto e distruggere la città, morendo nell'esplosione. Nonostante la sua malvagità, si scopre che anche Siska cova un grande dolore dentro di sè, poiché confessa di avere una figlia morta in circostanze sconosciute (e la cui data di nascita è la password per attivare i detonatori).
Yaman (ヤマン?)
Marito di Saya e padre delle giovani Danne e Amo, viene ridotto in schiavitù assieme alla sua famigli da Guruma assieme a Kenshirō. Successivamente lui e la sua famiglia muoiono nell'esplosione di Gesso City.
Re dell'Inferno (冥王?)
È un signore della guerra rivale di Raoul. Usa artigli di metallo (simili a quelli del Fante di Fiori) come arma e si sposta su un veicolo corazzato. Le forze di Raoul tendono un'imboscata a lui e ai suoi uomini, con Reina a capo dell'avanguardia. Raoul in seguito si unisce alla battaglia per assistere Reina (rimasta ferita nello scontro) e distrugge il Re dell'Inferno con un'esplosione di aura combattiva. Appare anche in Raoh - Il conquistatore del cielo, dove si scopre che è manipolato dal perfido Gaya.

## Prodotti derivati
Un romanzo che adatta il film Ken il guerriero - La leggenda di Hokuto fu scritto da Eiichi Sakaki e fu pubblicato da Tokuma Shoten il 10 marzo 2006. Per ragioni sconosciute, nessuno dei restanti quattro film fu adattato in versione cartacea.